# صالح حردانی
صالح حردانی (زادهٔ ۵ دی ۱۳۷۷) بازیکن فوتبال اهل ایران است که در پست دفاع راست برای باشگاه استقلال در لیگ برتر خلیج فارس بازی می‌کند. نیما حردانی خواننده خوش صدا و محبوب ایل بهمئی پسر عموی صالح حردانی است. صابر حردانی برادر صالح حردانی است.

## دوران باشگاهی

### رامهرمز
صالح و برادرش صابر حردانی هردو فوتبال خود را از نیروی رامهرمز شروع کردند

### فولاد
او فوتبال خود را از تیم نیرو رامهرمز آغاز کرد و سپس به تیم جوانان فولاد پیوست. پس از درخشش در رده امید این باشگاه، حردانی توسط جواد نکونام به تیم بزرگسالان فولاد راه یافت. عملکرد خوب این بازیکن باعث دعوت از او به اردوی تیم ملی فوتبال شد و در ۲ بازی مقابل سوریه و امارات نیز به میدان رفت.

### استقلال
صالح حردانی در ۱۶ بهمن ۱۴۰۰ با قراردادی دو و نیم ساله به استقلال پیوست. او با انجام ۸۹ بازی سه گل زیبا به تیم‌های فولاد و پیکان و صنعت نفت آبادان با لباس آبی به ثمر رسانده‌است.

## عملکرد ملی
صالح حردانی پنج ماه قبل از ورود به استقلال تهران پس از یک فصل موفق در باشگاه فولاد خوزستان و کسب قهرمانی جام حذفی با نظر اسکوچیچ به تیم ملی دعوت شد.
او اولین بازی خود را مقابل سوریه انجام داد و در اولین بازی خود روی گل علیرضا جهانبخش تأثیرگذار بود
صالح دومین بازی ملی خود در مقابل تیم ملی امارات بعد از اخراج صادق محرمی و تعویض شدن با سامان قدوس انجام داد و توانست عملکرد خوبی از خود نشان بدهد.
وی با نظر امیرقلعه نویی برای بازی‌های دوستانه شهریور ماه ۱۴۰۱ دوباره به تیم ملی دعوت شد و توانست دقایقی در مقابل تیم ملی فوتبال آنگولا بازی کند.

## آمار

### باشگاهی
| باشگاه        | دسته          | فصل           | لیگ  | لیگ | جام حذفی | جام حذفی | آسیا | آسیا | سوپر جام | سوپر جام | مجموع | مجموع |
| باشگاه        | دسته          | فصل           | بازی | گل  | بازی     | گل       | بازی | گل   | بازی     | گل       | بازی  | گل    |
| ------------- | ------------- | ------------- | ---- | --- | -------- | -------- | ---- | ---- | -------- | -------- | ----- | ----- |
| فولاد         | لیگ برتر      | ۲۰۱۹–۲۰۲۰     | ۱۵   | ۰   | ۱        | ۰        | ۰    | ۰    | ۰        | ۰        | ۱۶    | ۰     |
| فولاد         | لیگ برتر      | ۲۰۲۰–۲۰۲۱     | ۲۶   | ۱   | ۴        | ۱        | ۳    | ۱    | ۰        | ۰        | ۳۳    | ۳     |
| فولاد         | لیگ برتر      | ۲۰۲۱–۲۰۲۲     | ۱۴   | ۰   | ۰        | ۰        | ۰    | ۰    | ۰        | ۰        | ۱۴    | ۰     |
| مجموع فولاد   | مجموع فولاد   | مجموع فولاد   | ۵۵   | ۱   | ۵        | ۱        | ۳    | ۱    | ۰        | ۰        | ۶۳    | ۳     |
| استقلال       | لیگ برتر      | ۲۰۲۱–۲۰۲۲     | ۱۴   | ۱   | ۱        | ۰        | ۰    | ۰    | ۰        | ۰        | ۱۵    | ۱     |
| استقلال       | لیگ برتر      | ۲۰۲۲–۲۰۲۳     | ۲۲   | ۱   | ۵        | ۰        | ۰    | ۰    | ۱        | ۰        | ۲۸    | ۱     |
| استقلال       | لیگ برتر      | ۲۰۲۳–۲۰۲۴     | ۲۶   | ۱   | ۱        | ۰        | ۰    | ۰    | ۰        | ۰        | ۲۷    | ۱     |
| استقلال       | لیگ برتر      | ۲۰۲۴–۲۰۲۵     | ۱۲   | ۰   | ۳        | ۰        | ۴    | ۰    | ۰        | ۰        | ۱۹    | ۰     |
| مجموع استقلال | مجموع استقلال | مجموع استقلال | ۷۴   | ۳   | ۱۰       | ۰        | ۴    | ۰    | ۱        | ۰        | ۸۹    | ۳     |
| سپاهان        | لیگ برتر      | ۲۰۲۴–۲۰۲۵     | ۱۲   | ۰   | ۱        | ۰        | ۵    | ۰    | ۱        | ۰        | ۱۹    | ۰     |
| مجموع آمار    | مجموع آمار    | مجموع آمار    | ۱۴۱  | ۴   | ۱۶       | ۱        | ۱۲   | ۱    | ۲        | ۰        | ۱۷۱   | ۶     |

### بازی‌های ملی
تا تاریخ ۱۰ ژوئن ۲۰۲۵
| ایران | ایران | ایران | ایران  |
| سال   | بازی  | گل    | پاس گل |
| ----- | ----- | ----- | ------ |
| ۲۰۲۱  | ۱     | ۰     | ۰      |
| ۲۰۲۲  | ۱     | ۰     | ۰      |
| ۲۰۲۳  | ۱     | ۰     | ۰      |
| ۲۰۲۴  | ۷     | ۱     | ۱      |
| ۲۰۲۵  | ۴     | ۰     | ۰      |
| مجموع | ۱۴    | ۱     | ۱      |

### گل‌های ملی
| شماره | تاریخ          | میزبان | بازی ملی | حریف      | نتیجه | رقابت                  |
| ----- | -------------- | ------ | -------- | --------- | ----- | ---------------------- |
| ۱     | ۱۹ نوامبر ۲۰۲۴ | بیشکک  | ۱۰       | قرقیزستان | ۳–۲   | مقدماتی جام جهانی ۲۰۲۶ |

## افتخارات
باشگاهی

فولاد
- جام حذفی (۱): ۰۰–۱۳۹۹

استقلال
- لیگ برتر (۱): ۰۱–۱۴۰۰
- نایب قهرمانی لیگ برتر (۱): ۰۳–۱۴۰۲
- سوپر جام فوتبال ایران (۱): ۱۴۰۱
- قهرمانی جام حذفی (۱): ۰۴–۱۴۰۳
- نایب قهرمانی جام حذفی (۱): ۰۲–۱۴۰۱

### سپاهان
قهرمانی سوپرجام ایران : ۱۴۰۳

### فردی
- بهترین مدافع راست سال ۱۴۰۰ با رای مردمی در نوروز فوتبالی
- تیم منتخب مردمی سال ۱۴۰۰ نوروز فوتبالی